# Gordon Murray T.25
O T.25 é um modelo citadino de porte micro apresentado oficialmente pelo designer Gordon Murray em 28 de junho de 2010 no evento Smith School's World Forum on Enterprise and the Environment, em Oxford, Inglaterra.. Em setembro de 2009, já havia sido anunciada a configuração dos assentos do modelo, que pode transportar até 3 passageiros, ocupando o motorista uma posição central. Quando o motorista utilizar o veículo sozinho terá à sua disposição até 750 litros de volume para bagagem.

## Outras versões
Em uma entrevista publicada na edição de setembro de 2010 da Car Magazine britânica, Murray revelou que os seguintes derivativos do T.25 estariam em estudo:
- T.26 - versão do T.25 desenvolvida para um potencial cliente japonês.
- T.27 - versão elétrica do T.25, desenvolvido em parceria com a empresa Zytec contando com verbas providas pelo governo do Reino Unido[4].
- T.28 - versão maior que o T.25, com espaço para quatro ocupantes.
- T.29 - versão do T.25 utilizando a identidade visual uma grande empresa automobilística;
- T.30 - versão do T.25 desenvolvida para atender aos padrões de segurança do mercado norte-americano;
- T.31 - outro derivativo totalmente elétrico do T.25, em adição ao T.27.

## Licenciamento
Na entrevista publicada na edição de setembro de 2010 da Car Magazine referida anteriormente, Murray revelou que pretende concluir em breve os dois primeiros processos de licenciamento para produção do T.25 e seus derivados. Segundo ele um potencial cliente é europeu e o outro não; e um já atua no setor automotivo, enquanto o outro não.